# Ordre de la Couronne (Prusse)
Pour les articles homonymes, voir Ordre de la Couronne.

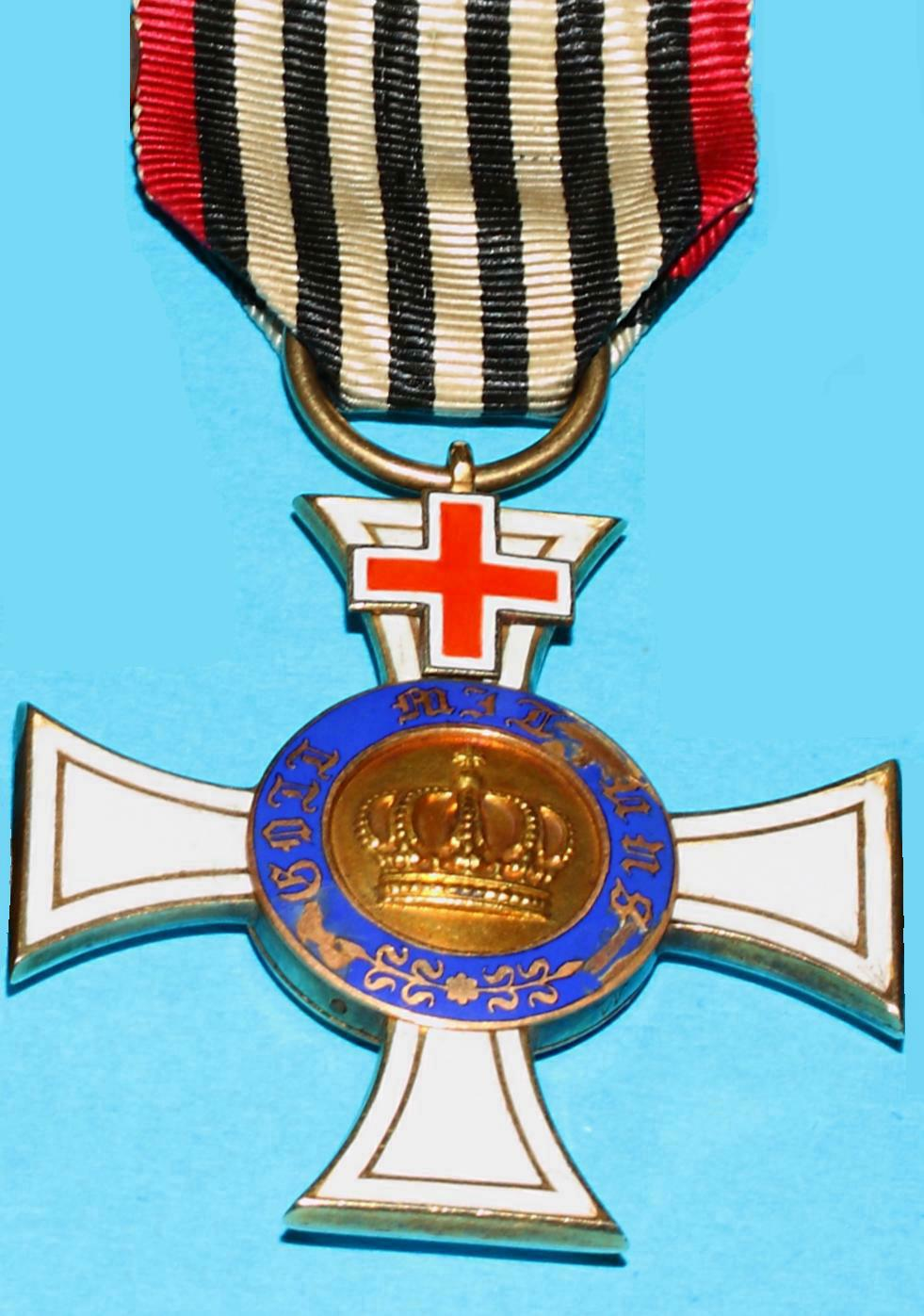
Ordre de la Couronne avec la croix de Genève, 3e classe.

L’ordre de la Couronne (en allemand : Kronenorden) est un ordre de chevalerie, classé comme le plus bas des ordres du royaume de Prusse.

## Historique
Instituée le 18 octobre 1861 par le roi Guillaume Ier comme un ordre du Mérite à l'occasion de son couronnement à Königsberg, cette récompense, égale en rang à l'ordre de l'Aigle rouge, ne peut être attribuée qu'aux officiers ou aux civils d'importance à peu près équivalente, mais il y a une médaille associée à l'ordre qui peut être attribuée pour des non-officiers et hommes de troupe.
Officiellement l'ordre de l'Aigle rouge et l'ordre de la Couronne sont équivalents au niveau hiérarchique des ordres prussiens. La plupart des fonctionnaires ont cependant préféré être nommés dans l'ordre supérieur de l'Aigle rouge. L'ordre de la Couronne a été souvent utilisé comme une décoration pour une personne qui aurait dû être récompensée de l'ordre de l'Aigle rouge alors que le gouvernement prussien ne voulait pas l'attribuer.
Après l'abolition de la monarchie en 1918, la croix et la médaille de la Couronne n'ont plus été attribuées.

## Classes
L'ordre possède six classes:
- grand-croix - port de la décoration de la grand-croix sur une écharpe à l'épaule droite, et l'étoile sur la poitrine gauche ;
- 1re classe - port de la décoration sur une écharpe sur l'épaule droite, et l'étoile sur la poitrine gauche ;
- 2e classe - port de la décoration sur un collier, et l'étoile sur la poitrine gauche ;
- 3e classe - port de la décoration sur un ruban sur la poitrine gauche ;
- 4e classe - port de la décoration sur un ruban sur la poitrine gauche ;
- Médaille ou 5e classe - port de la médaille sur un ruban sur la poitrine gauche.

| Médailles | Médailles               | Médailles                | Médailles                                    | Médailles               | Médailles             |
| --------- | ----------------------- | ------------------------ | -------------------------------------------- | ----------------------- | --------------------- |
|           |                         |                          |                                              |                         |                       |
| Rubans    |                         |                          |                                              |                         |                       |
| Médaille  | Chevalier de IVe classe | Chevalier de IIIe classe | Chevalier de IIe classe (con o senza stella) | Chevalier de Ire classe | Chevalier grand-croix |

### Description
La décoration de l'ordre pour les 1re à 4e classe est une croix de Malte dorée, de forme similaire à la croix de fer, mais avec émail blanc (sauf pour la 4e classe, sans émail) et un centre rond.
Sur l'avers du centre est représentée la couronne de Prusse, entourée par un anneau en émail bleu portant la devise de l'Empire allemand Gott Mit Uns (Dieu avec nous) ; le revers doré représente le monogramme royal, entouré par un anneau en émail bleu avec l'inscription de la date du 18 octobre 1861.

Les étoiles de l'ordre ont été pour la grand-croix une étoile dorée à huit branches, pour la 1re classe une étoile d'argent à huit branches, et pour les 2e classe une étoile d'argent à quatre branches, toutes avec des rayons droits. Le disque central doré de l'étoile représente la couronne de Prusse, entourée par un anneau en émail bleu portant la devise Gott mit uns.
L'ordre peut être accordé dans des dizaines de variantes. Par exemple, avec la croix de Genève superposée (croix rouge - normalement donnée aux médecins pour service méritoire), avec des épées ou avec des feuilles de chêne.
Le ruban de l'ordre est de couleur bleue, les décorations décernées à titre militaire étaient portées avec un ruban noir et blanc.

## Liste des chevaliers
La liste non exhaustive suivante présente des récipiendaires de l'ordre dans différentes classes :
- Sir Christopher George Francis Maurice Cradock
- Mustafa Kemal Atatürk 1re Classe
- Ernst von Bibra (de) 3e Classe 1869
- Robert Loyd-Lindsay 3e classe avec la croix de Genève (décoration décernée à la suite de la guerre franco-prussienne pour avoir travaillé avec la Société nationale britannique pour l'aide aux malades et aux blessés de guerre)
- Jagatjit Singh 1re classe 1911
- Friedrich Wilhelm von Lindeiner-Wildau (en) 4e classe avec épées
- Friedrich von Ingenohl 1re classe
- Georges Imhaus (1817-1888), 2e classe (?) puis commandeur, directeur de la Presse et de la Librairie au ministère de l'Intérieur sous le Second Empire, receveur général des finances.
- Paul Behncke 2e classe
- Alfred Meyer-Waldeck 2e classe
- Heinrich Kirchheim 4e classe avec épées
- Kurt Dittmar 4e classe
- Hugo von Pohl
- Alexandre von Bilderling 2e classe
- Hans Georg von Plessen
- August von Heeringen 1re classe
- Thomas W. Evans
- Fiodor Karlovitch Avelan
- Frédéric Kuhlmann
- Wilhelm Jacob van Bebber 4e classe
- Henry Dunant
- Jean-Louis Piedboeuf 4e classe